# Csipes Tamara
Csipes Tamara (Budapest, 1989. augusztus 24. –) kétszeres olimpiai, kilencszeres világ- és tízszeres Európa-bajnok magyar kajakozó. Édesapja Csipes Ferenc olimpiai bajnok kajakozó, édesanyja Orosz Andrea válogatott úszó.

## Sportpályafutása
Gyermekkorában úszóként kezdett sportolni. 2000-ben váltott át a kajakozásra. 2003-ban 2 aranyérmet nyert az Európai olimpiai reménységek versenyén. 2004-ben ifjúsági Európa-bajnok, 2005-ben ugyanebben a korosztályban világbajnok lett. A következő 2 évben is több aranyérmet szerzett a korosztályos világversenyeken.
2009-ben indult élete első felnőtt Eb-jén, melyen kétszer nyert ezüstérmet. A következő évben két világbajnoki és egy Európa-bajnoki címet szerzett. 2011-ben kétszeres Európa-bajnok lett. Az olimpiai csapatba nem tudott bekerülni.
2012 októberében nyilvánosságra hozta, hogy a továbbiakban ausztrál színekben kíván szerepelni. Ehhez a magyar szakszövetség, majd a nemzetközi szövetség sem járult hozzá. 2014 februárjában bejelentette, hogy a továbbiakban magyar színekben, a Honvéd versenyzőjeként fog versenyezni.
A 2014-es gyorsasági kajak-kenu Európa-bajnokságon K2 500 (Szabó) és K1 1000 méteren aranyérmes volt. A 2014-es gyorsasági kajak-kenu világbajnokságon K2 500 méteren (Szabó) arany-, K1 1000 méteren ezüstérmet szerzett.
2015 májusában egy edzőtáborban végzett drogteszt során kokain használatát mutatták ki a mintájából. Mivel nem versenyen bukott meg, így az eset nem minősült doppingvétségnek csak fegyelmi ügynek. A fegyelmi bizottság első fokon tíz hónapra tiltotta el a versenyzéstől. Másodfokon a versenyzéstől 2015. augusztus 23-ig tiltották el, a sportolóknak adható kedvezményeket (így pl. a válogatott kerettagságot) 2015. december 31-ig vonták meg tőle. A 2016-os gyorsasági kajak-kenu Európa-bajnokságon K4 500 méteren (Szabó, Kozák, Fazekas-Zur) lett első. Az olimpián
a kajak négyes Szabó Gabriella, Kozák Danuta, Fazekas-Zur Krisztina, Csipes Tamara összetételű csapat tagjaként 500 méteren olimpiai bajnokságot nyert, így édesapjához hasonlóan ő is olimpiai aranyérmes lett.
2017 áprilisában bejelentette, hogy gyermeket vár. Novemberben lánya született, aki az Olívia nevet kapta.
A 2019-es világbajnokságon K–1 1000 méteren, és a négyes tagjaként is aranyérmet szerzett.
A 2021-es poznańi Európa-bajnokságon kajak kettes 1000 méteren, valamint 500 méteren a négyes tagjaként is aranyérmet szerzett.
A tokiói olimpián kajak kettesek 500 méteren Medveczky Erikával a 4. helyen végzett, kajak egyes 500 méteren pedig ezüstérmet szerzett. A kajak négyessel másodszor is olimpiai bajnok lett.
A 2024. évi nyári olimpián a női kajaknégyessel 500 méteren (Pupp, Gazsó, Fojt) bronzérmet szerzett, majd egy nappal később K2 500 méteren Gazsóval lett ezüstérmes az új-zélandi Lisa Carrington-Alicia Hoskin páros mögött célba érve.

### Magyar bajnokság
|           | 2004 | 2005 | 2006 | 2007 | 2008 | 2009 | 2010 | 2014 | 2015 | 2016 |
| --------- | ---- | ---- | ---- | ---- | ---- | ---- | ---- | ---- | ---- | ---- |
| K2 200 m  |      |      |      |      |      | 7.   |      | 2.   |      |      |
| K4 200 m  |      |      |      |      |      |      |      | 1.   |      |      |
| K1 500 m  |      |      |      |      |      |      | 5.   |      |      |      |
| K2 500 m  | 6.   |      |      | 2.   |      |      |      | 1.   | 3.   |      |
| K4 500 m  |      |      |      |      |      |      |      | 1.   |      | 1.   |
| K1 1000 m |      |      | 4.   |      |      |      |      | 2.   |      |      |
| K2 1000 m | 5.   |      |      |      |      | 2.   | 1.   | 1.   |      |      |
| K4 1000 m |      |      |      |      |      |      |      | 1.   |      |      |
| K1 5000 m |      |      |      |      |      |      | 1.   |      |      |      |

## Díjai, elismerései
- Junior Prima díj (2009)
- Újbuda kiváló sportolója (2009)
- Az év magyar sportolója (2011, 2021)[18]
- Nemzeti Sportszövetség Az év magyar utánpótlás sportolója választás, második helyezett (2011)[19]
- A magyar kajaksport örökös bajnoka (2014)[20]
- A Magyar Érdemrend tisztikeresztje (2016)
- Az év magyar kajakozója (2020,[21] 2021, [22] 2023,[23] 2024[24])
- A Magyar Érdemrend középkeresztje (2021)[25]
- A Magyar Érdemrend parancsnoki keresztje a csillaggal (2024)[26]